# Cubicatura

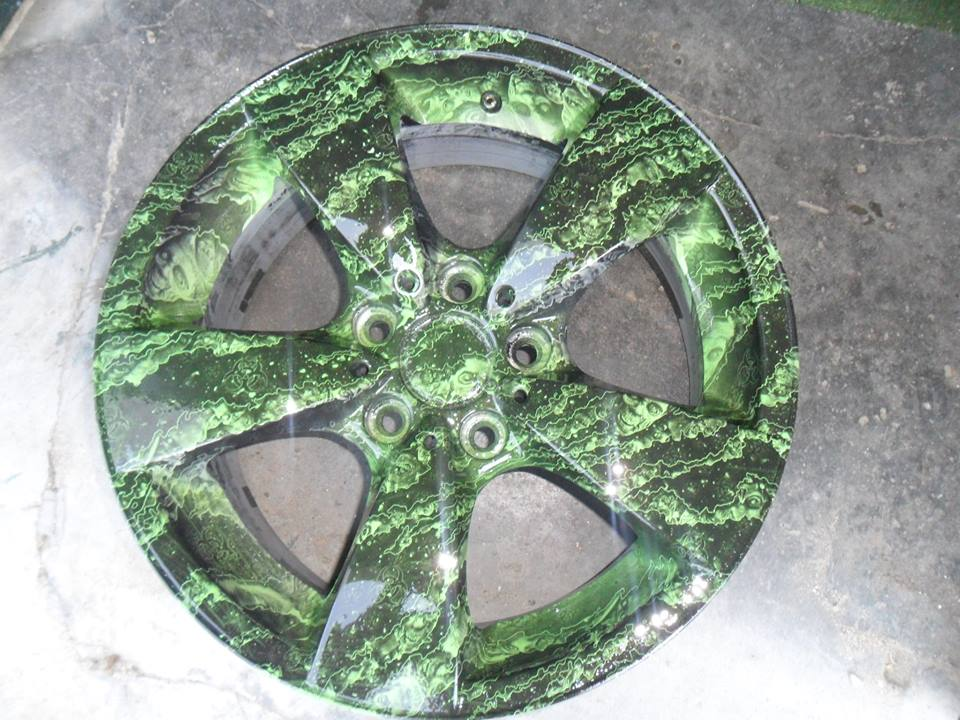
Un cerchione cubicato

La cubicatura o idrografia o stampa ad immersione, o (con nomi presi dal mondo anglosassone) dippatura, water transfer printing, è un metodo per applicare dei disegni stampati a superfici tridimensionali. La combinazione di oggetto e decorazione può essere una opera di arte applicata. La cubicatura può essere applicata al metallo, alla plastica, al vetro, legni duri e in generale a qualunque materiale che possa essere riscaldato e immerso in acqua.

## Storia
Non si conosce esattamente come sia nata questa tecnica: è certa invece la data di registrazione del primo brevetto americano per conto di Motoyasu Nakanishi dell'azienda Kabushiki Kaisha Cubic Engineering il 26 luglio 1982.

## Utilizzo
La cubicatura viene utilizzata per decorare componenti di automobili, motocicli, biciclette, caschi e altri oggetti nell'ambito del trasporto personale.
Il film può essere applicato a molti materiali tra cui: plastica, fibra di carbonio, legno, ceramica e metallo. Come regola generale, se l'oggetto può essere immerso in acqua e può essere verniciato con tecniche tradizionali, può anche essere cubicato.

## Processo
Durante il processo di cubicatura, l'oggetto da decorare percorre tutte le fasi della verniciatura: preparazione della superficie, applicazione dell'aggrappante, verniciatura e laccatura.
Dopo la fase di verniciatura, prima della laccatura, si interviene con la cubicatura. Un film idrografico a base di alcol polivinilico, stampato con il disegno scelto, viene appoggiato con cura sulla superficie dell'acqua della vasca di immersione. Il film è idrosolubile e la sua trama si scioglie a seguito della attivazione con uno speciale solvente. L'oggetto da decorare viene immerso nell'acqua della vasca, sfruttando la pressione idrostatica che preme la stampa contro le superfici. La tensione superficiale dell'acqua permette alla stampa di adattarsi a qualunque superficie tridimensionale. Eventuali residui vengono risciacquati, mentre le zone di adesione della stampa non si staccheranno. Il pezzo viene lasciato asciugare.
Infine, la lavorazione viene completata applicando uno strato di trasparente lucido o opaco che protegge l'oggetto da graffi accidentali e conferisce il grado di lucentezza desiderato.
L'adesione della stampa deriva dall'azione chimica dell'attivatore che interagisce con l'aggrappante, ammorbidendolo, e consente all'inchiostro di legarsi. Il fallimento dell'operazione è spesso conseguenza di una cattiva applicazione dell'attivatore, sia per eccesso di volume, che per difetto.